# Maximilian Stainhauser
Maximilian Stainhauser  (* vor 1588; † 7. November 1620; später Steinhauser) war ein Unternehmer und Bürgermeister der Stadt Salzburg.

## Geschichte
Die Brüder Andreas, Maximilian, Felix und Johannes bildeten die Gebrüder Stainhauser. Sie entstammten einer im 16. aufsteigenden Großhändler- und Gewerkenfamilie. Der Vater Hans Stainhauser († 1588) erhielt 1551 das Salzburger Bürgerrecht; durch seine drei Ehen hat er in bekannte Salzburger Familien eingeheiratet. Nach seinem Tod übernahmen die vier Söhne die Firma und expandierten weiter. Durch Einheirat in bedeutende Familiennetzwerke konnte die Bedeutung der Familie wesentlich gestärkt werden. So heiratete Maximilian Stainhauser 1582 Sabine Alt und wurde durch Salome Alt zu einem Verwandten von Erzbischof Wolf Dietrich. Andreas († 1592) heiratete 1581 Katharina Geizkofler, Tochter des Salzburger Münz- und Pfennigmeister Hans Geizkofler; Felix vermählte sich mit Sophie Geizkofler und stärkte damit das Band zu der Münzmeisterfamilie; Johann vermählte sich 1601 mit Appolonia († 1627), Witwe des Salzburger Goldscheiders Christoph Schildperger, die ebenfalls der angesehenen Salzburger Kaufmannsfamilie Alt entsprang.
1588 sind Andre und Maximilian Stainhauser als Besitzer von Gut Guggenthal genannt. Im Jahre 1593 wurde ihr Vermögen auf 100.000 Taler geschätzt. 1601 konnte das Firmenvermögen auf 140.000 Gulden gesteigert werden.
1596 erwarb Maximilian, der Bedeutendste der vier Brüder, den Silber-Kupfer-Bergbau „Seekar“ in den Schladminger Tauern. Von 1607 bis 1614 war er Bürgermeister der Stadt Salzburg.
Das Unternehmenskonglomerat wurde aber anscheinend zu wenig weitblickend geführt und ging 1614 in Konkurs. Gründe dafür waren der Niedergang des Salzburger „Bergsegens“, die Inflation („Absteigung der münz“) und die sinkende Rentabilität der Bergwerke. Hinzu kamen die hohen Aufwendungen der Familie für soziale Verpflichtungen. Über die Firma Stainhauser wurde am 7. Februar 1614 eine gerichtliche Sperre verhängt und die drei Brüder wurden 101 Tage im Salzburger Bürgerturm eingesperrt und mussten ein weiteres Jahr in Hausarrest zubringen. Die Verbindlichkeiten der Forma beliefen sich auf 450.000 Gulden, dem stand ein Vermögen von 110.000 Gulden gegenüber. Durch den Konkurs verloren die drei Brüder ihr gesamtes Firmen- und Privatvermögen, waren aber dadurch von weiteren Zahlungsverpflichtungen  befreit.
Maximilian Stainhauser verstarb am 7. November 1620 und ist auf dem Sebastiansfriedhof in Salzburg begraben. Er hatte einen Sohn namens Max und eine Tochter.